# Малишка-Киянка (печера)
Печера Малишка-Киянка — геологічна пам'ятка природи місцевого значення, створена 04.09.1982 р. рішенням ОВК № 278 для збереження унікальних геологічних натікових форм гіпсу, вапняку, кремнію.
Карстова печера знаходиться на північній околиці с. Завалля (Кам'янець-Подільський район), недалеко від печери Атлантида. Загальна довжина ходів складає 250 м (за даними інструментальних вимірювань Яворського В. довжина печери — 557 м). Печера закладена в гіпсах верхнього тортону неогенової системи, геологічний розріз нижньої половини варницької свити. Місцезнаходження залишків вищих рослин верхнього силуру. Загальна площа пам'ятки становить 1 га.
Науковий інтерес печера представляє через наявність значного шару пухкого заповнювача, що дає матеріал для проведення палеогідрогеологічних досліджень території.
Не обладнана до туризму, екскурсії не проводяться.